# Ramme Å
Ramme Å er en ca. 12 kilometer lang å der løber ved Høvsøre ud i Bøvling Fjord, der er den nordlige del af Nissum Fjord i Vestjylland i Lemvig Kommune. Den har sit udspring nord for landsbyen Ramme og løber overvejende mod syd. Der har været tre vandmøller ved åen: Overmølle, Mellemmølle og Vestermølle. Den nedre del af åen slyngede sig oprindelig gennem et lavtliggende vådområde, men i 1960'erne blev åen rettet ud, i forbindelse med et landvindingsprojekt, med diger og pumpestation, for at opdyrke de omliggende enge. Den sydlige del af åen er en del af Natura 2000-område nr. 65 Nissum Fjord og fredningen ved Bøvling Klit og Holmen .